# Emily Hood Westacott
Emily Hood Westacott (Brisbane, 6 de maig de 1910 − 9 d'octubre de 1980) fou una jugadora tennis australiana.
En el seu palmarès destaquen un títol de l'Open d'Austràlia individual i tres més en dobles femenins, en canvi, en dobles mixts va disputar dues finals però no va poder endur-se el títol. Fou seleccionada per participar al torneig de Wimbledon amb l'equip australià però va declinar la invitació per una malaltia de la seva mare.
Es va casar amb Victor Clyde Westacott el 20 d'agost de 1930 a Brisbane.

## Torneigs de Grand Slam

### Individual: 2 (1−1)
| Resultat   | Núm. | Any  | Torneig                  | Oponent      | Marcador      |
| ---------- | ---- | ---- | ------------------------ | ------------ | ------------- |
| Finalista  | 1.   | 1937 | Australian Championships | Nancye Wynne | 3−6, 7−5, 4−6 |
| Guanyadora | 1.   | 1939 | Australian Championships | Nell Hopman  | 6−1, 6−2      |

### Dobles femenins: 5 (3−2)
| Resultat   | Núm. | Any  | Torneig                      | Parella             | Oponents                                  | Marcador      |
| ---------- | ---- | ---- | ---------------------------- | ------------------- | ----------------------------------------- | ------------- |
| Guanyadora | 1.   | 1930 | Australian Championships     | Margaret Molesworth | Marjorie Cox Crawford Sylvia Lance Harper | 6−3, 0−6, 7−5 |
| Guanyadora | 2.   | 1933 | Australian Championships (2) | Margaret Molesworth | Joan Hartigan Marjorie Gladman            | 6−3, 6−2      |
| Guanyadora | 3.   | 1934 | Australian Championships (3) | Margaret Molesworth | Joan Hartigan Ula Valkenburg              | 6−8, 6−4, 6−4 |
| Finalista  | 1.   | 1937 | Australian Championships     | Nell Hopman         | Thelma Coyne Long Nancye Wynne            | 2−6, 2−6      |
| Finalista  | 2.   | 1939 | Australian Championships (2) | May Hardcastle      | Thelma Coyne Long Nancye Wynne            | 5−7, 4−6      |

### Dobles mixts: 2 (0−2)
| Resultat  | Núm. | Any  | Torneig                      | Parella        | Oponents                            | Marcador |
| --------- | ---- | ---- | ---------------------------- | -------------- | ----------------------------------- | -------- |
| Finalista | 1.   | 1931 | Australian Championships     | Aubrey Willard | Marjorie Cox Crawford Jack Crawford | 5−7, 4−6 |
| Finalista | 2.   | 1934 | Australian Championships (2) | Roy Dunlop     | Joan Hartigan Edgar Moon            | 3−6, 4−6 |